# 2022年跨聯盟籃球邀請賽
2022年跨聯盟籃球邀請賽是中華民國籃球協會主辦的第一屆跨聯盟籃球邀請賽，於2022年9月17日至9月27日在臺北和平籃球館舉行。當時已停辦兩年的威廉瓊斯盃國際籃球邀請賽原先預訂在2022年8月復辦，受到COVID-19疫情影響順延至同年9月，但之後決定停辦，中華民國籃球協會改辦理跨聯盟籃球邀請賽。該賽事只允許本土球員（包含華裔球員與外籍生球員）出賽，外籍球員（洋將）不得參加，各隊可報名18位球員（所屬球員與自由球員）。預賽各組前四名球隊晉級八強複賽。由愛爾達體育台、緯來體育台、LINE TODAY、麥卡貝、公視+、GetwinSports（YouTube與Twitch）提供賽事直播。
最初臺中太陽和高雄全家海神組聯隊參加跨聯盟籃球邀請賽，最後臺中太陽確定單獨派隊參與。

## 預賽

### A組
球隊有台灣啤酒英熊、彰化柏力力、裕隆納智捷、PLG RISING STARS、臺南台鋼獵鷹與中華培訓隊。

#### 戰績排名
| 排名 | 隊伍             | 賽 | 勝 | 負 | 率    | 勝差 | 資格         |
| ---- | ---------------- | -- | -- | -- | ----- | ---- | ------------ |
| 1    | 台灣啤酒英熊     | 5  | 5  | 0  | 1.000 | —    | 晉級八強複賽 |
| 2    | 中華培訓隊       | 5  | 4  | 1  | .800  | 1    | 晉級八強複賽 |
| 3    | 臺南台鋼獵鷹     | 5  | 3  | 2  | .600  | 2    | 晉級八強複賽 |
| 4    | 裕隆納智捷       | 5  | 2  | 3  | .400  | 3    | 晉級八強複賽 |
| 5    | PLG RISING STARS | 5  | 1  | 4  | .200  | 4    |              |
| 6    | 彰化柏力力       | 5  | 0  | 5  | .000  | 5    |              |

#### 比賽日誌
| 2022年9月17日 | PLG RISING STARS                                                   | 88–69                                | 彰化柏力力                                              |  |  |
| 15:00         | 每節分數： 26–24、17–23、29–7、18–15                               | 每節分數： 26–24、17–23、29–7、18–15 | 每節分數： 26–24、17–23、29–7、18–15                    |  |  |
|               | 得分： 張傑瑋（14） 籃板： 林均濠 / 白曜誠（6） 助攻： 白曜誠（5） | 詳細數據                             | 得分： 莊又齊（17） 籃板： 郭翰（7） 助攻： 陳柏宏（4） |  |  |

| 2022年9月17日 | 台灣啤酒英熊                                              | 92–69                                 | 裕隆納智捷                                              |  |  |
| 17:00         | 每節分數： 16–19、25–17、22–20、29–13                     | 每節分數： 16–19、25–17、22–20、29–13 | 每節分數： 16–19、25–17、22–20、29–13                   |  |  |
|               | 得分： 王皓吉（22） 籃板： 周伯勳（7） 助攻： 曹薰襄（5） | 詳細數據                              | 得分： 斑霸（17） 籃板： 黃宗翰（8） 助攻： 柯旻豪（4） |  |  |

| 2022年9月18日 | 彰化柏力力                                                                  | 77–102                                | 台灣啤酒英熊                                              |  |  |
| 13:00         | 每節分數： 18–28、18–31、15–16、26–27                                       | 每節分數： 18–28、18–31、15–16、26–27 | 每節分數： 18–28、18–31、15–16、26–27                     |  |  |
|               | 得分： 莊又齊 / 鄭子洋（14） 籃板： 黃建智（6） 助攻： 陳奕綸 / 邱家佑（4） | 詳細數據                              | 得分： 豐正凱（13） 籃板： 范士恩（8） 助攻： 曹薰襄（6） |  |  |

| 2022年9月18日 | 臺南台鋼獵鷹                                                  | 89–92（OT）                                         | 中華培訓隊                                                 |  |  |
| 19:00         | 每節分數： 25–13、25–25、11–21、17–19、加时： 11–14           | 每節分數： 25–13、25–25、11–21、17–19、加时： 11–14 | 每節分數： 25–13、25–25、11–21、17–19、加时： 11–14        |  |  |
|               | 得分： 谷毛唯嘉（24） 籃板： 谷毛唯嘉（9） 助攻： 李漢昇（5） | 詳細數據                                            | 得分： 阿提諾（20） 籃板： 阿提諾（17） 助攻： 高錦瑋（5） |  |  |

| 2022年9月19日 | 裕隆納智捷                                                        | 76–72                                 | PLG RISING STARS                                                   |  |  |
| 13:00         | 每節分數： 24–21、17–19、25–13、12–19                             | 每節分數： 24–21、17–19、25–13、12–19 | 每節分數： 24–21、17–19、25–13、12–19                              |  |  |
|               | 得分： 陳品銓 / 黃宗翰（13） 籃板： 斑霸（17） 助攻： 陳品銓（5） | 詳細數據                              | 得分： 簡廷兆（21） 籃板： 簡廷兆 / 陳俊男（7） 助攻： 白曜誠（8） |  |  |

| 2022年9月19日 | 台灣啤酒英熊                                               | 99–85                                 | 臺南台鋼獵鷹                                                |  |  |
| 15:00         | 每節分數： 30–22、24–17、26–21、19–25                      | 每節分數： 30–22、24–17、26–21、19–25 | 每節分數： 30–22、24–17、26–21、19–25                       |  |  |
|               | 得分： 蔣淯安（23） 籃板： 周伯勳（16） 助攻： 周伯勳（4） | 詳細數據                              | 得分： 谷毛唯嘉（19） 籃板： 吳宏興（9） 助攻： 李漢昇（8） |  |  |

| 2022年9月20日 | 臺南台鋼獵鷹                                                  | 97–79                                 | 彰化柏力力                                                 |  |  |
| 15:00         | 每節分數： 35–21、25–19、25–24、12–18                         | 每節分數： 35–21、25–19、25–24、12–18 | 每節分數： 35–21、25–19、25–24、12–18                      |  |  |
|               | 得分： 谷毛唯嘉（24） 籃板： 吳宏興（13） 助攻： 李漢昇（10） | 詳細數據                              | 得分： 朱恩麟（20） 籃板： 黃建智（7） 助攻： 陳奕綸（10） |  |  |

| 2022年9月20日 | 中華培訓隊                                                                | 90–68                                 | 裕隆納智捷                                                       |  |  |
| 17:00         | 每節分數： 21–19、23–14、22–17、24–18                                     | 每節分數： 21–19、23–14、22–17、24–18 | 每節分數： 21–19、23–14、22–17、24–18                            |  |  |
|               | 得分： 邱子軒 / 阿提諾（19） 籃板： 江均（9） 助攻： 林仕軒 / 陳力生（5） | 詳細數據                              | 得分： 吳季穎 / 黃宗翰（13） 籃板： 斑霸（6） 助攻： 柯旻豪（5） |  |  |

| 2022年9月21日 | PLG RISING STARS                                          | 89–107                                | 臺南台鋼獵鷹                                               |  |  |
| 17:00         | 每節分數： 21–28、22–29、29–30、17–20                     | 每節分數： 21–28、22–29、29–30、17–20 | 每節分數： 21–28、22–29、29–30、17–20                      |  |  |
|               | 得分： 藍少甫（16） 籃板： 陳俊男（5） 助攻： 白曜誠（7） | 詳細數據                              | 得分： 谷毛唯嘉（24） 籃板： 韓諭（10） 助攻： 李漢昇（6） |  |  |

| 2022年9月21日 | 彰化柏力力                                               | 66–82                                | 裕隆納智捷                                               |  |  |
| 19:00         | 每節分數： 21–20、22–22、15–18、8–22                     | 每節分數： 21–20、22–22、15–18、8–22 | 每節分數： 21–20、22–22、15–18、8–22                     |  |  |
|               | 得分： 莊又齊（14） 籃板： 郭翰（10） 助攻： 陳奕綸（5） | 詳細數據                             | 得分： 周士淵（18） 籃板： 斑霸（10） 助攻： 柯旻豪（6） |  |  |

| 2022年9月22日 | 中華培訓隊                                               | 65–86                                 | 台灣啤酒英熊                                              |  |  |
| 17:00         | 每節分數： 20–23、19–17、13–24、13–22                    | 每節分數： 20–23、19–17、13–24、13–22 | 每節分數： 20–23、19–17、13–24、13–22                     |  |  |
|               | 得分： 江均（13） 籃板： 阿提諾（12） 助攻： 陳力生（4） | 詳細數據                              | 得分： 朱億宗（18） 籃板： 周伯勳（7） 助攻： 曹薰襄（6） |  |  |

| 2022年9月23日 | 裕隆納智捷                                                      | 77–82                                | 臺南台鋼獵鷹                                                  |  |  |
| 13:00         | 每節分數： 27–15、21–22、9–20、20–25                            | 每節分數： 27–15、21–22、9–20、20–25 | 每節分數： 27–15、21–22、9–20、20–25                          |  |  |
|               | 得分： 斑霸（35） 籃板： 斑霸（17） 助攻： 周士淵 / 翁嘉鴻（5） | 詳細數據                             | 得分： 谷毛唯嘉（18） 籃板： 吳宏興（7） 助攻： 谷毛唯嘉（6） |  |  |

| 2022年9月23日 | PLG RISING STARS                                        | 92–102                                | 中華培訓隊                                                          |  |  |
| 19:00         | 每節分數： 29–22、23–32、17–25、23–23                   | 每節分數： 29–22、23–32、17–25、23–23 | 每節分數： 29–22、23–32、17–25、23–23                               |  |  |
|               | 得分： 簡廷兆（16） 籃板： 林正（7） 助攻： 白曜誠（7） | 詳細數據                              | 得分： 阿提諾（24） 籃板： 阿提諾（14） 助攻： 高錦瑋 / 丁冠皓（5） |  |  |

| 2022年9月24日 | 中華培訓隊                                                         | 94–92（OT）                                       | 彰化柏力力                                                |  |  |
| 17:00         | 每節分數： 11–26、35–19、24–17、15–23、加时： 9–7                  | 每節分數： 11–26、35–19、24–17、15–23、加时： 9–7 | 每節分數： 11–26、35–19、24–17、15–23、加时： 9–7         |  |  |
|               | 得分： 林信寬（26） 籃板： 蒲國倫 / 王晟霖（8） 助攻： 高錦瑋（5） | 詳細數據                                          | 得分： 邱家佑（20） 籃板： 黃建智（9） 助攻： 陳柏宏（4） |  |  |

| 2022年9月24日 | 台灣啤酒英熊                                                        | 78–71                                 | PLG RISING STARS                                                                |  |  |
| 19:00         | 每節分數： 18–14、16–20、21–21、23–16                               | 每節分數： 18–14、16–20、21–21、23–16 | 每節分數： 18–14、16–20、21–21、23–16                                           |  |  |
|               | 得分： 蔣淯安 / 周伯勳（19） 籃板： 范士恩（10） 助攻： 李啟瑋（4） | 詳細數據                              | 得分： 陳范柏彥（15） 籃板： 陳范柏彥（8） 助攻： 張鎮衙 / 白曜誠 / 林均濠（3） |  |  |

### B組
球隊有台灣啤酒、桃園雲豹、新竹街口攻城獅、新北中信特攻、臺中太陽與臺灣銀行。

#### 戰績排名
| 排名 | 隊伍           | 賽 | 勝 | 負 | 率    | 勝差 | 資格         |
| ---- | -------------- | -- | -- | -- | ----- | ---- | ------------ |
| 1    | 新北中信特攻   | 5  | 5  | 0  | 1.000 | —    | 晉級八強複賽 |
| 2    | 臺灣銀行       | 5  | 3  | 2  | .600  | 2    | 晉級八強複賽 |
| 3    | 新竹街口攻城獅 | 5  | 3  | 2  | .600  | 2    | 晉級八強複賽 |
| 4    | 桃園雲豹       | 5  | 2  | 3  | .400  | 3    | 晉級八強複賽 |
| 5    | 臺中太陽       | 5  | 2  | 3  | .400  | 3    |              |
| 6    | 台灣啤酒       | 5  | 0  | 5  | .000  | 5    |              |

#### 比賽日誌
| 2022年9月17日 | 台灣啤酒                                             | 90–97（OT）                                        | 新竹街口攻城獅                                             |  |  |
| 13:00         | 每節分數： 18–15、22–28、26–16、16–23、加时： 8–15   | 每節分數： 18–15、22–28、26–16、16–23、加时： 8–15 | 每節分數： 18–15、22–28、26–16、16–23、加时： 8–15         |  |  |
|               | 得分： 蓋比（22） 籃板： 蓋比（11） 助攻： 蓋比（6） | 詳細數據                                           | 得分： 伊波卡（19） 籃板： 伊波卡（15） 助攻： 林宜輝（4） |  |  |

| 2022年9月17日 | 新北中信特攻                                               | 94–62                                | 桃園雲豹                                                          |  |  |
| 19:30         | 每節分數： 24–7、20–16、18–19、34–20                       | 每節分數： 24–7、20–16、18–19、34–20 | 每節分數： 24–7、20–16、18–19、34–20                              |  |  |
|               | 得分： 阿巴西（36） 籃板： 阿巴西（8） 助攻： 林韋翰（10） | 詳細數據                             | 得分： 陳孝榕 / 鄭瑋（21） 籃板： 曾品富（14） 助攻： 盧捷閔（5） |  |  |

| 2022年9月18日 | 桃園雲豹                                                                    | 84–75                                 | 台灣啤酒                                                  |  |  |
| 15:00         | 每節分數： 21–16、22–23、20–16、21–20                                       | 每節分數： 21–16、22–23、20–16、21–20 | 每節分數： 21–16、22–23、20–16、21–20                     |  |  |
|               | 得分： 黃奕勝（23） 籃板： 陳孝榕 / 曾品富 / 劉元凱（9） 助攻： 陳孝榕（5） | 詳細數據                              | 得分： 楊天佑（21） 籃板： 陳兆豪（9） 助攻： 楊天佑（5） |  |  |

| 2022年9月18日 | 臺中太陽                                                            | 94–81                                 | 臺灣銀行                                                  |  |  |
| 17:00         | 每節分數： 23–27、30–11、22–21、19–22                               | 每節分數： 23–27、30–11、22–21、19–22 | 每節分數： 23–27、30–11、22–21、19–22                     |  |  |
|               | 得分： 盧冠軒 / 蘇奕晉（21） 籃板： 蘇奕晉（12） 助攻： 蘇奕晉（7） | 詳細數據                              | 得分： 張家禾（19） 籃板： 陳侑昫（8） 助攻： 高健益（5） |  |  |

| 2022年9月19日 | 新竹街口攻城獅                                             | 68–76                                | 新北中信特攻                                               |  |  |
| 17:00         | 每節分數： 10–19、14–22、19–26、25–9                       | 每節分數： 10–19、14–22、19–26、25–9 | 每節分數： 10–19、14–22、19–26、25–9                       |  |  |
|               | 得分： 朱雲豪（14） 籃板： 伊波卡（11） 助攻： 林明毅（4） | 詳細數據                             | 得分： 阿巴西（28） 籃板： 譚傑龍（12） 助攻： 阿巴西（4） |  |  |

| 2022年9月19日 | 台灣啤酒                                                 | 71–91                                 | 臺中太陽                                                |  |  |
| 19:00         | 每節分數： 17–20、21–26、18–24、15–21                    | 每節分數： 17–20、21–26、18–24、15–21 | 每節分數： 17–20、21–26、18–24、15–21                   |  |  |
|               | 得分： 陳兆豪（16） 籃板： 蓋比（10） 助攻： 陳兆豪（4） | 詳細數據                              | 得分： 白薩（19） 籃板： 孫思堯（8） 助攻： 盧冠軒（9） |  |  |

| 2022年9月20日 | 臺灣銀行                                                   | 87–86                                 | 新竹街口攻城獅                                            |  |  |
| 19:00         | 每節分數： 12–20、22–29、23–19、30–18                      | 每節分數： 12–20、22–29、23–19、30–18 | 每節分數： 12–20、22–29、23–19、30–18                     |  |  |
|               | 得分： 陳侑昫（21） 籃板： 陳侑昫（13） 助攻： 張家禾（5） | 詳細數據                              | 得分： 伊波卡（19） 籃板： 伊波卡（8） 助攻： 高國豪（5） |  |  |

| 2022年9月21日 | 臺中太陽                                                | 74–83                                | 桃園雲豹                                                   |  |  |
| 13:00         | 每節分數： 9–21、24–24、21–15、20–23                    | 每節分數： 9–21、24–24、21–15、20–23 | 每節分數： 9–21、24–24、21–15、20–23                       |  |  |
|               | 得分： 盧冠軒（19） 籃板： 盧冠軒（6） 助攻： 白薩（8） | 詳細數據                             | 得分： 陳孝榕（26） 籃板： 劉元凱（12） 助攻： 盧捷閔（7） |  |  |

| 2022年9月21日 | 新北中信特攻                                                | 102–86                                | 臺灣銀行                                                           |  |  |
| 15:00         | 每節分數： 29–22、26–22、22–20、25–22                       | 每節分數： 29–22、26–22、22–20、25–22 | 每節分數： 29–22、26–22、22–20、25–22                              |  |  |
|               | 得分： 阿巴西（29） 籃板： 阿巴西（13） 助攻： 林韋翰（10） | 詳細數據                              | 得分： 潘祥偉（15） 籃板： 陳侑昫（6） 助攻： 曾開暄 / 張家禾（6） |  |  |

| 2022年9月22日 | 臺灣銀行                                                  | 97–91                                 | 台灣啤酒                                               |  |  |
| 15:00         | 每節分數： 22–29、27–16、25–29、23–17                     | 每節分數： 22–29、27–16、25–29、23–17 | 每節分數： 22–29、27–16、25–29、23–17                  |  |  |
|               | 得分： 張家禾（17） 籃板： 潘祥偉（7） 助攻： 張家禾（5） | 詳細數據                              | 得分： 蓋比（23） 籃板： 蓋比（11） 助攻： 陳兆豪（5） |  |  |

| 2022年9月22日 | 桃園雲豹                                                       | 69–87                                 | 新竹街口攻城獅                                             |  |  |
| 19:00         | 每節分數： 20–21、16–18、10–30、23–18                          | 每節分數： 20–21、16–18、10–30、23–18 | 每節分數： 20–21、16–18、10–30、23–18                      |  |  |
|               | 得分： 鄭瑋（26） 籃板： 劉元凱（8） 助攻： 鄭瑋 / 盧捷閔（3） | 詳細數據                              | 得分： 伊波卡（18） 籃板： 伊波卡（10） 助攻： 曾柏喻（6） |  |  |

| 2022年9月23日 | 新竹街口攻城獅                                                      | 80–59                                 | 臺中太陽                                                |  |  |
| 15:00         | 每節分數： 22–15、18–14、12–18、28–12                               | 每節分數： 22–15、18–14、12–18、28–12 | 每節分數： 22–15、18–14、12–18、28–12                   |  |  |
|               | 得分： 郭少傑（23） 籃板： 高國豪（12） 助攻： 高國豪 / 林明毅（7） | 詳細數據                              | 得分： 白薩（19） 籃板： 孫思堯（8） 助攻： 張家榮（3） |  |  |

| 2022年9月23日 | 台灣啤酒                                               | 54–77                                 | 新北中信特攻                                               |  |  |
| 17:00         | 每節分數： 14–13、12–18、16–18、12–28                  | 每節分數： 14–13、12–18、16–18、12–28 | 每節分數： 14–13、12–18、16–18、12–28                      |  |  |
|               | 得分： 蓋比（16） 籃板： 蓋比（18） 助攻： 陳昱翰（6） | 詳細數據                              | 得分： 阿巴西（31） 籃板： 譚傑龍（13） 助攻： 林韋翰（9） |  |  |

| 2022年9月24日 | 新北中信特攻                                                                  | 82–50                                | 臺中太陽                                                                  |  |  |
| 13:00         | 每節分數： 17–17、23–4、27–14、15–15                                          | 每節分數： 17–17、23–4、27–14、15–15 | 每節分數： 17–17、23–4、27–14、15–15                                      |  |  |
|               | 得分： 東方譯慷 / 謝亞軒（14） 籃板： 阿巴西 / 魏嘉豪（8） 助攻： 魏嘉豪（9） | 詳細數據                             | 得分： 蘇奕晉（20） 籃板： 張家榮（7） 助攻： 盧冠軒 / 溫立煌 / 白薩（2） |  |  |

| 2022年9月24日 | 桃園雲豹                                                   | 69–82                                 | 臺灣銀行                                                                                      |  |  |
| 15:00         | 每節分數： 13–19、17–27、19–21、20–15                      | 每節分數： 13–19、17–27、19–21、20–15 | 每節分數： 13–19、17–27、19–21、20–15                                                         |  |  |
|               | 得分： 陳孝榕（20） 籃板： 劉元凱（11） 助攻： 陳孝榕（5） | 詳細數據                              | 得分： 陳侑昫（16） 籃板： 周日騰 / 張家禾 / 蔡嘉駿（5） 助攻： 林柏偉 / 潘祥偉 / 張家禾（5） |  |  |

## 八強複賽
| 2022年9月25日 13:00 |

| 詳細數據 |

| 臺灣銀行                                                                    | 86–108 | 臺南台鋼獵鷹                                                 |
| 每節分數： 19–27、21–31、23–25、23–25                                       |        |                                                              |
| 得分： 周日騰（20） 篮板： 陳俊翰（8） 助攻： 簡家暐 / 林哲霆 / 潘祥偉（6） |        | 得分： 李漢昇（22） 篮板： 胡凱翔（11） 助攻： 谷毛唯嘉（9） |

| 2022年9月25日 15:00 |

| 詳細數據 |

| 中華培訓隊                                                | 95–79 | 新竹街口攻城獅                                                     |
| 每節分數： 31–17、22–24、23–16、19–22                     |       |                                                                    |
| 得分： 阿提諾（26） 篮板： 阿提諾（8） 助攻： 高錦瑋（9） |       | 得分： 曾柏喻（16） 篮板： 伊波卡（9） 助攻： 曾柏喻 / 郭少傑（3） |

| 2022年9月25日 17:00 |

| 詳細數據 |

| 新北中信特攻                                               | 75–67 | 裕隆納智捷                                           |
| 每節分數： 20–18、27–22、15–16、13–11                      |       |                                                      |
| 得分： 阿巴西（17） 篮板： 阿巴西（12） 助攻： 魏嘉豪（7） |       | 得分： 斑霸（22） 篮板： 斑霸（15） 助攻： 斑霸（3） |

| 2022年9月25日 19:00 |

| 詳細數據 |

| 台灣啤酒英熊                                                       | 90–61 | 桃園雲豹                                                          |
| 每節分數： 27–14、25–20、25–9、16–18                               |       |                                                                   |
| 得分： 曹薰襄（21） 篮板： 范士恩 / 周伯勳（8） 助攻： 曹薰襄（5） |       | 得分： 陳孝榕（15） 篮板： 曾品富（12） 助攻： 鄭瑋 / 盧捷閔（4） |

## 四強準決賽
| 2022年9月26日 17:00 |

| 詳細數據 |

| 中華培訓隊                                                         | 78–87 | 新北中信特攻                                                |
| 每節分數： 21–12、12–26、14–32、31–20                              |       |                                                             |
| 得分： 林信寬（21） 篮板： 林信寬（7） 助攻： 高錦瑋 / 劉承彥（6） |       | 得分： 阿巴西（34） 篮板： 譚傑龍（12） 助攻： 林韋翰（14） |

| 2022年9月26日 19:00 |

| 詳細數據 |

| 臺南台鋼獵鷹                                                  | 87–89 | 台灣啤酒英熊                                              |
| 每節分數： 19–20、17–26、26–19、25–24                         |       |                                                           |
| 得分： 谷毛唯嘉（17） 篮板： 吳岱豪（9） 助攻： 谷毛唯嘉（8） |       | 得分： 李啟瑋（30） 篮板： 范士恩（8） 助攻： 蔣淯安（7） |

## 季軍賽
| 2022年9月27日 17:00 |

| 詳細數據 |

| 中華培訓隊                                                 | 96–84 | 臺南台鋼獵鷹                                                           |
| 每節分數： 33–19、18–27、26–20、19–18                      |       |                                                                        |
| 得分： 阿提諾（27） 篮板： 阿提諾（13） 助攻： 高錦瑋（8） |       | 得分： 呂濟而 / 谷毛唯嘉（21） 篮板： 吳岱豪（7） 助攻： 谷毛唯嘉（8） |

## 冠軍賽
| 2022年9月27日 19:00 |

| 詳細數據 |

| 新北中信特攻                                               | 74–87 | 台灣啤酒英熊                                               |
| 每節分數： 15–21、20–29、28–14、11–23                      |       |                                                            |
| 得分： 阿巴西（22） 篮板： 阿巴西（11） 助攻： 林韋翰（9） |       | 得分： 黃聰翰（27） 篮板： 周伯勳（12） 助攻： 李啟瑋（6） |

## 球員名單
臺灣銀行
台灣啤酒
裕隆納智捷
彰化柏力力
PLG RISING STARS
新竹街口攻城獅
新北中信特攻
臺南台鋼獵鷹
臺中太陽
台灣啤酒英熊
桃園雲豹
中華培訓隊

## 最終戰績
冠軍、亞軍、季軍可分別獲得新臺幣20萬元、10萬元與5萬元獎金。
| 名次 | 球隊         | 參考  |
| ---- | ------------ | ----- |
| 冠軍 | 台灣啤酒英熊 | [ 9 ] |
| 亞軍 | 新北中信特攻 | [ 9 ] |
| 季軍 | 中華培訓隊   | [ 9 ] |

## 獎項
大會提供MVP、最佳五人、數據個人獎項讓參賽球員競逐，為了讓參與裁判們獲得肯定而增設金哨獎三名。MVP得主可獲得新臺幣10萬元獎金，最佳五人得主與數據獎項得主則可獲得1萬元。
| 獎項     | 得主     | 球隊         | 參考   |
| -------- | -------- | ------------ | ------ |
| MVP      | 蔣淯安   | 台灣啤酒英熊 | [ 9 ]  |
| 最佳五人 | 阿巴西   | 新北中信特攻 | [ 9 ]  |
| 最佳五人 | 林韋翰   | 新北中信特攻 | [ 9 ]  |
| 最佳五人 | 谷毛唯嘉 | 臺南台鋼獵鷹 | [ 9 ]  |
| 最佳五人 | 邱子軒   | 中華培訓隊   | [ 9 ]  |
| 最佳五人 | 蔣淯安   | 台灣啤酒英熊 | [ 9 ]  |
| 金哨獎   | 莊智鈞   | 莊智鈞       | [ 10 ] |
| 金哨獎   | 詹益城   |              | [ 10 ] |
| 金哨獎   | 蘇宇燕   |              | [ 10 ] |

### 數據獎項
| 獎項   | 得主   | 球隊         | 場均數據 | 參考  |
| ------ | ------ | ------------ | -------- | ----- |
| 得分王 | 阿巴西 | 新北中信特攻 | 26.6     | [ 9 ] |
| 籃板王 | 阿提諾 | 中華培訓隊   | 12       | [ 9 ] |
| 助攻王 | 林韋翰 | 新北中信特攻 | 8        | [ 9 ] |
| 抄截王 | 阿提諾 | 中華培訓隊   | 3        | [ 9 ] |
| 阻攻王 | 溫立煌 | 臺中太陽     | 1.4      | [ 9 ] |

## 外部連結
- 官方网站
- (PDF). 中華民國籃球協會.   [2022-09-07]. （原始内容存档 (PDF)于2022-09-07）.
- (PDF). 中華民國籃球協會.   [2022-09-13]. （原始内容存档 (PDF)于2022-09-13）.
- . Yahoo!奇摩運動. 2022-09-13  [2022-09-14]. （原始内容存档于2022-10-18）.